# Norma staadion
Norma staadion – nieistniejący już stadion sportowy w Tallinnie, stolicy Estonii. Obiekt istniał w latach 1965–2007. Mógł pomieścić 1000 widzów. Do połowy lat 90. XX wieku gospodarzem areny był klub piłkarski Norma Tallinn.
Stadion Normy Tallin oddano do użytku w 1965 roku. Klub ten zdobył tytuły mistrzowskie w dwóch pierwszych sezonach (1992 i 1992/1993) Mistrzostw Estonii po odzyskaniu przez ten kraj niepodległości. W sezonie 1993/1994 Norma zdobyła wicemistrzostwo oraz Puchar Estonii. W kolejnym sezonie (1994/1995) zespół ten spadł jednak z Meistriliigi, a dwa lata później został rozwiązany. W latach 1997 i 1998 na obiekcie rozegrano także dwie pierwsze edycje meczów o Superpuchar Estonii (16 maja 1997 roku: Tallinna Sadam – Lantana Tallinn 3:2 i 3 czerwca 1998 roku: Lantana Tallinn – Tallinna Sadam 3:0). 24 czerwca 1998 roku na stadionie rozegrany został towarzyski mecz piłkarskich reprezentacji Andory i Azerbejdżanu (0:0). W 2006 roku obiekt przejęła Levadia Tallinn, a rok później przebudowano arenę, praktycznie likwidując stary obiekt, w miejscu którego powstały dwa nowe boiska treningowe (jedno pełnowymiarowe); obok powstało także drugie pełnowymiarowe boisko, wyposażone w sztuczną murawę. Nowy kompleks treningowy, nazwany „Maarjamäe staadion”, otwarto w sierpniu 2007 roku.